# Фодерингем, Уэс
Уэсли Эндрю Фодерингем (англ. Wesley Andrew Foderingham; род. 14 января 1991, Хаммерсмит, Большой Лондон) — английский футболист, вратарь клуба «Вест Хэм Юнайтед».
Фодерингем был молодым игроком в «Фулхэме» и «Кристал Пэлас», но не сыграл ни в одном матче. После игры в аренде в ряде клубов, не входящих в лигу, он подписал контракт с «Суиндон Таун» и сыграл более 160 матчей в Футбольной лиге за клуб из Уилтшира. В июле 2015 года Фодерингем подписал трёхлетний контракт с шотландским клубом «Рейнджерс».

## Клубная карьера

### Ранняя карьера
Фодерингем родился в Хаммерсмите. Он начал играть за «Фулхэм» в молодёжной команде, а затем перешел в аренду в «Бромли». После ухода из «Фулхэма» Фодерингем подписал свой первый профессиональный контракт с «Кристал Пэлас» в августе 2010 года, а затем в марте 2011 года отправился в аренду в «Хистон».

### «Суиндон Таун»
В октябре 2011 года Фодерингем подписал договор аренды с командой Лиги 2 «Суиндон Таун» до января 2012 года, чтобы заменить травмированного вратаря Фила Смита, дебютировав 15 октября 2011 года в игре против «Аккрингтон Стэнли». За время аренды в 15 играх за «Суиндон» Фодерингем пропустил всего шесть голов и отыграл девять матчей «на ноль». Это побудило главного тренера «Суиндона» Паоло Ди Канио выкупить вратаря за нераскрытую сумму 6 января 2012 года по контракту, действующему до июля 2014 года. Фодерингем отыграл в общей сложности 24 матча «на ноль» во всех соревнованиях и проиграл всего четыре из 33 игр лиги, в результате чего «Суиндон» выиграл титул Лиги 2 в сезоне 2011/2012.
Фодерингем начал сезон 2012/2013 с четырёх подряд сухих матчей, прежде чем победил «Сток Сити» со счетом 4:3 в дополнительное время в Кубке лиги. Однако в следующей игре против «Престон Норт Энда» он был заменен на Ли Бедвелла на 21-й минуте, когда Суиндон проигрывал в два гола. Фодерингем гневно отреагировал на свою замену, пнув бутылку с водой, когда покидал поле. Главный тренер Ди Канио публично раскритиковал Фодерингема после игры и заявил, что если он не извинится за свои действия, то он «вылетит» из клуба. Позже Фодерингем принёс извинения, которые были приняты Ди Канио.
Фодерингем покинул «Суиндон Таун» в конце сезона 2014/2015 в связи с истечением срока его контракта.

### «Рейнджерс»
3 июля 2015 года Фодерингем подписал трёхлетний контракт с  шотландским клубом «Рейнджерс». Он дебютировал в матче против «Хиберниана» (6:2) в первом раунде Кубка вызова Шотландии и был основным вратарем «Рейнджерс», опередив Камми Белла под руководством нового главного тренера «Рейнджерс» Марка Уорбертона. 19 июля 2016 года Фодерингем продлил свой контракт с «Рейнджерс» ещё на один год, до 2019 года. В июле 2018 года под руководством нового главного тренера Стивена Джеррарда Фодерингем стал основным вратарем во многом благодаря возвращению Аллана Макгрегора в команду «Рейнджерс» после шестилетнего отсутствия. Фодерингем впервые в этом сезоне вышел на поле за «Рейнджерс» в матче против «Килмарнока» (3:1) в Кубке шотландской лиги. 19 мая 2020 года было объявлено, что он покинет «Рейнджерс» в конце мая, когда закончится его контракт.

### «Шеффилд Юнайтед»
17 июля 2020 года Фодерингем подписал трёхлетний контракт с «Шеффилд Юнайтед» из Премьер-лиги. В сезоне 2021/2022 под руководством главного тренера Пола Хекингботтома Фодерингем зарекомендовал себя как основной вратарь клуба.
В сезоне 2022/2023 «Фодерингем» отыграл 18 матчей «на ноль» в 44 матчах, что помогло «Шеффилд Юнайтед» вернуться в Премьер-лигу.
В сентябре 2023 года «Шеффилд Юнайтед» получил расистские оскорбления и угрозы в адрес Фодерингема после поражения клуба со счетом 1:2 в Премьер-лиге от «Тоттенхэм Хотспур». На следующей неделе он стоял в воротах во время рекордного поражения «Шеффилд Юнайтед» — домашнего поражения со счетом 8:0 от «Ньюкасл Юнайтед». Эта победа также стала рекордной победой «Ньюкасла» в Премьер-лиге.
Фодерингем покинул «Шеффилд Юнайтед» в конце сезона 2023/2024.

### «Вест Хэм Юнайтед»
26 июня 2024 года клуб «Вест Хэм Юнайтед» объявил о подписании Фодерингема на правах свободного агента, подписав с ним двухлетней контракт.

## Карьера за сборную
Фодерингем представлял Англию на разных уровнях, включая сборную Англии до 19 лет.

## Личная жизнь
Родившись в Англии, Фодерингем имеет ямайские корни. Он болеет за «Ньюкасл Юнайтед».

## Клубная статистика
| Клуб               | Сезон      | Лига                                  | Лига  | Лига | Кубок | Кубок | Кубок лиги | Кубок лиги | Другое | Другое | Итог  | Итог |
| Клуб               | Сезон      | Дивзион                               | Матчи | Голы | Матчи | Голы  | Матчи      | Голы       | Матчи  | Голы   | Матчи | Голы |
| ------------------ | ---------- | ------------------------------------- | ----- | ---- | ----- | ----- | ---------- | ---------- | ------ | ------ | ----- | ---- |
| Фулхэм             | 2009/10    | Английская Премьер-лига               | 0     | 0    | 0     | 0     | 0          | 0          | 0      | 0      | 0     | 0    |
| Бромли (аренда)    | 2009/10    | Южная Национальная лига               | 9     | 0    | —     | —     | —          | —          | —      | —      | 9     | 0    |
| Кристал Пэлас      | 2010/11    | Чемпионшип Английской футбольной лиги | 0     | 0    | 0     | 0     | 0          | 0          | —      | —      | 0     | 0    |
| Кристал Пэлас      | 2011/12    | Чемпионшип Английской футбольной лиги | 0     | 0    | 0     | 0     | 0          | 0          | —      | —      | 0     | 0    |
| Кристал Пэлас      | Итог       | Итог                                  | 0     | 0    | 0     | 0     | 0          | 0          | —      | —      | 0     | 0    |
| Бромли (аренда)    | 2010/11    | Южная Национальная лига               | 13    | 0    | 4     | 0     | —          | —          | 1      | 0      | 18    | 0    |
| Борем Вуд (аренда) | 2010/11    | Южная Национальная лига               | 5     | 0    | 0     | 0     | —          | —          | 0      | 0      | 5     | 0    |
| Хистон (аренда)    | 2010–11    | Конференция Премьер                   | 9     | 0    | —     | —     | —          | —          | —      | —      | 9     | 0    |
| Суиндон Таун       | 2011/12    | Лига 2                                | 33    | 0    | 4     | 0     | 0          | 0          | 4      | 0      | 41    | 0    |
| Суиндон Таун       | 2012/13    | Лига 1                                | 46    | 0    | 1     | 0     | 4          | 0          | 3      | 0      | 54    | 0    |
| Суиндон Таун       | 2013/14    | Лига 1                                | 41    | 0    | 0     | 0     | 3          | 0          | 3      | 0      | 47    | 0    |
| Суиндон Таун       | 2014/15    | Лига 1                                | 44    | 0    | 1     | 0     | 2          | 0          | 3      | 0      | 50    | 0    |
| Суиндон Таун       | Итог       | Итог                                  | 164   | 0    | 6     | 0     | 9          | 0          | 13     | 0      | 192   | 0    |
| Рейнджерс          | 2015/16    | Шотландский Чемпионшип                | 36    | 0    | 6     | 0     | 3          | 0          | 5      | 0      | 50    | 0    |
| Рейнджерс          | 2016/17    | Шотландский Премьершип                | 37    | 0    | 4     | 0     | 2          | 0          | —      | —      | 43    | 0    |
| Рейнджерс          | 2017/18    | Шотландский Премьершип                | 33    | 0    | 2     | 0     | 0          | 0          | 2      | 0      | 37    | 0    |
| Рейнджерс          | 2018/19    | Шотландский Премьершип                | 4     | 0    | 2     | 0     | 2          | 0          | 0      | 0      | 8     | 0    |
| Рейнджерс          | 2019/20    | Шотландский Премьершип                | 2     | 0    | 1     | 0     | 1          | 0          | 1      | 0      | 5     | 0    |
| Рейнджерс          | Итог       | Итог                                  | 112   | 0    | 15    | 0     | 8          | 0          | 8      | 0      | 143   | 0    |
| Шеффилд Юнайтед    | 2020/21    | Английская Премьер-лига               | 0     | 0    | 0     | 0     | 1          | 0          | —      | —      | 1     | 0    |
| Шеффилд Юнайтед    | 2021/22    | Чемпионшип Английской футбольной лиги | 32    | 0    | 1     | 0     | 1          | 0          | 2      | 0      | 36    | 0    |
| Шеффилд Юнайтед    | 2022/23    | Чемпионшип Английской футбольной лиги | 40    | 0    | 3     | 0     | 1          | 0          | —      | —      | 44    | 0    |
| Шеффилд Юнайтед    | 2023/24    | Английская Премьер-лига               | 30    | 0    | 0     | 0     | 0          | 0          | —      | —      | 30    | 0    |
| Шеффилд Юнайтед    | Итог       | Итог                                  | 102   | 0    | 4     | 0     | 3          | 0          | 2      | 0      | 111   | 0    |
| Общий итог         | Общий итог | Общий итог                            | 414   | 0    | 29    | 0     | 20         | 0          | 24     | 0      | 487   | 0    |

1. ↑  Матчи в Кубке Кента
2. ↑  Часть этого сезона провел в «Кристал Пэлас».
3. 1 2  Матчи в Трофее Английской футбольной лиги
4. ↑  Один матч Трофее Английской футбольной лиги, два в плей-оффе Лиги 1
5. ↑  Матчи в плей-оффе Лиги 1
6. ↑  Матчи в Шотландском кубке вызова
7. 1 2  Матчи в [Лига Европы УЕФА
8. ↑  Матчи в плей-оффе Чемпионшипа

## Достижения

### «Суиндон Таун»
- Чемпион Лиги 2: 2011/12[13]

### «Рейнджерс»
- Чемпион Шотландского Чемпионшипа: 2015/16[48]
- Обладатель Шотландского кубка вызова: 2015/16[49]